# والنتین چمرکوفسکی
والنتین چمرکوفسکی (اوکراینی: Валентин Олекса́ндрович Чмерковський؛ زادهٔ ۲۴ مارس ۱۹۸۶) رقصنده، و طراح رقص اهل اوکراین است.